# Svetovno prvenstvo v hokeju na ledu 1991
Svetovno prvenstvo v hokeju na ledu 1991 je bilo petinpetdeseto Svetovno prvenstvo v hokeju na ledu. Potekalo je med 23. marcem in 4. majem 1991 v Turkuju, Helsinkih in Tampereju, Finska (skupina A), ljubljanski dvorani Hala Tivoli, blejski dvorani Ledena dvorana Bled in jeseniški dvorani Podmežakla, Jugoslavija (skupina B) ter Københavnu, Danska (skupina C). Zlato medaljo je osvojila švedska reprezentanca, srebrno kanadska, bronasto pa sovjetska, v konkurenci petindvajsetih reprezentanc, sedemindvajsetič in zadnjič tudi jugoslovanske, ki je osvojila štirinajsto mesto. To je bil za švedsko reprezentanco peti naslov svetovnega prvaka. 

## Dobitniki medalj
| Zlato | Srebro | Bron |
| ŠvedskaTommy Söderström Peter Lindmark Rolf Ridderwall Håkan Loob Thomas Rundqvist Johan Garpenlöv Per-Erik Eklund Mikael Johansson Peter Andersson Tomas Jonsson Mats Sundin Jonas Bergqvist Kjell Samuelsson Charles Berglund Calle Johansson Bengt-Åke Gustafsson Kenneth Kennholt Nicklas Lidström Fredrik Stillman Mats Näslund Jan Viktorsson Anders Carlsson Patrik Erickson | KanadaSean Burke Mike Vernon Craig Billington Doug Lidster Rob Blake Steve Konroyd Eric Nattress Trent Yawney Brad Schlegel Yves Racine Jamie Macoun Steve Bozek Russ Courtnall Geoff Courtnall Dave Archibald Theoren Fleury Trevor Linden Joe Sakic Randy Smith Steve Thomas Stephen Larmer Murray Craven | Sovjetska zvezaValerij Kamenski Aleksej Gusarov Vjačeslav Fetisov Vladimir Malahov Aleksej Kasatonov Sergej Makarov Vjačeslav Bikov Aleksander Semak Sergej Nemčinov Ilja Bjakin Igor Kravčuk Vladimir Konstantinov Vladimir Miškin Andrej Lomakin Aleksej Žamnov Valerij Zelepukin Andrej Trefilov Dimitrij Mironov Vjačeslav Bucajev Pavel Bure Aleksej Marjin Vjačeslav Kozlov Dimitrij Kvartalnov |

## Tekme

### SP Skupine A

#### Predtekmovanje
Prve štiri reprezentance so se uvrstile v boj za 1. do 4. mesto, ostale v boj za obstanek.
| 19. april 1991 | Finska | 2:0 | Češkoslovaška | Turku, Finska |

| Poročilo tekme      | Poročilo tekme | Poročilo tekme | Poročilo tekme | Poročilo tekme |
| ------------------- | -------------- | -------------- | -------------- | -------------- |
| Začetek: ni podatka |                |                |                |                |

| 19. april 1991 | Kanada | 4:3 | ZDA | Helsinki, Finska |

| Poročilo tekme      | Poročilo tekme | Poročilo tekme | Poročilo tekme | Poročilo tekme |
| ------------------- | -------------- | -------------- | -------------- | -------------- |
| Začetek: ni podatka |                |                |                |                |

| 19. april 1991 | Sovjetska zveza | 3:1 | Švica | Turku, Finska |

| Poročilo tekme      | Poročilo tekme | Poročilo tekme | Poročilo tekme | Poročilo tekme |
| ------------------- | -------------- | -------------- | -------------- | -------------- |
| Začetek: ni podatka |                |                |                |                |

| 19. april 1991 | Švedska | 8:1 | Nemčija | Helsinki, Finska |

| Poročilo tekme      | Poročilo tekme | Poročilo tekme | Poročilo tekme | Poročilo tekme |
| ------------------- | -------------- | -------------- | -------------- | -------------- |
| Začetek: ni podatka |                |                |                |                |

| 20. april 1991 | Kanada | 3:0 | Švica | Turku, Finska |

| Poročilo tekme      | Poročilo tekme | Poročilo tekme | Poročilo tekme | Poročilo tekme |
| ------------------- | -------------- | -------------- | -------------- | -------------- |
| Začetek: ni podatka |                |                |                |                |

| 20. april 1991 | Finska | 4:4 | Švedska | Helsinki, Finska |

| Poročilo tekme      | Poročilo tekme | Poročilo tekme | Poročilo tekme | Poročilo tekme |
| ------------------- | -------------- | -------------- | -------------- | -------------- |
| Začetek: ni podatka |                |                |                |                |

| 20. april 1991 | Sovjetska zveza | 7:3 | Nemčija | Turku, Finska |

| Poročilo tekme      | Poročilo tekme | Poročilo tekme | Poročilo tekme | Poročilo tekme |
| ------------------- | -------------- | -------------- | -------------- | -------------- |
| Začetek: ni podatka |                |                |                |                |

| 20. april 1991 | Češkoslovaška | 1:4 | ZDA | Helsinki, Finska |

| Poročilo tekme      | Poročilo tekme | Poročilo tekme | Poročilo tekme | Poročilo tekme |
| ------------------- | -------------- | -------------- | -------------- | -------------- |
| Začetek: ni podatka |                |                |                |                |

| 22. april 1991 | Kanada | 3:2 | Nemčija | Turku, Finska |

| Poročilo tekme      | Poročilo tekme | Poročilo tekme | Poročilo tekme | Poročilo tekme |
| ------------------- | -------------- | -------------- | -------------- | -------------- |
| Začetek: ni podatka |                |                |                |                |

| 22. april 1991 | Finska | 0:3 | Sovjetska zveza | Helsinki, Finska |

| Poročilo tekme      | Poročilo tekme | Poročilo tekme | Poročilo tekme | Poročilo tekme |
| ------------------- | -------------- | -------------- | -------------- | -------------- |
| Začetek: ni podatka |                |                |                |                |

| 22. april 1991 | Češkoslovaška | 4:1 | Švica | Turku, Finska |

| Poročilo tekme      | Poročilo tekme | Poročilo tekme | Poročilo tekme | Poročilo tekme |
| ------------------- | -------------- | -------------- | -------------- | -------------- |
| Začetek: ni podatka |                |                |                |                |

| 22. april 1991 | Švedska | 4:4 | ZDA | Helsinki, Finska |

| Poročilo tekme      | Poročilo tekme | Poročilo tekme | Poročilo tekme | Poročilo tekme |
| ------------------- | -------------- | -------------- | -------------- | -------------- |
| Začetek: ni podatka |                |                |                |                |

| 23. april 1991 | Češkoslovaška | 7:1 | Nemčija | Turku, Finska |

| Poročilo tekme      | Poročilo tekme | Poročilo tekme | Poročilo tekme | Poročilo tekme |
| ------------------- | -------------- | -------------- | -------------- | -------------- |
| Začetek: ni podatka |                |                |                |                |

| 23. april 1991 | Finska | 3:5 | Kanada | Helsinki, Finska |

| Poročilo tekme      | Poročilo tekme | Poročilo tekme | Poročilo tekme | Poročilo tekme |
| ------------------- | -------------- | -------------- | -------------- | -------------- |
| Začetek: ni podatka |                |                |                |                |

| 23. april 1991 | Švedska | 4:3 | Švica | Turku, Finska |

| Poročilo tekme      | Poročilo tekme | Poročilo tekme | Poročilo tekme | Poročilo tekme |
| ------------------- | -------------- | -------------- | -------------- | -------------- |
| Začetek: ni podatka |                |                |                |                |

| 23. april 1991 | Sovjetska zveza | 12:2 | ZDA | Helsinki, Finska |

| Poročilo tekme      | Poročilo tekme | Poročilo tekme | Poročilo tekme | Poročilo tekme |
| ------------------- | -------------- | -------------- | -------------- | -------------- |
| Začetek: ni podatka |                |                |                |                |

| 25. april 1991 | Švedska | 2:1 | Češkoslovaška | Turku, Finska |

| Poročilo tekme      | Poročilo tekme | Poročilo tekme | Poročilo tekme | Poročilo tekme |
| ------------------- | -------------- | -------------- | -------------- | -------------- |
| Začetek: ni podatka |                |                |                |                |

| 25. april 1991 | ZDA | 4:2 | Švica | Tampere, Finska |

| Poročilo tekme      | Poročilo tekme | Poročilo tekme | Poročilo tekme | Poročilo tekme |
| ------------------- | -------------- | -------------- | -------------- | -------------- |
| Začetek: ni podatka |                |                |                |                |

| 25. april 1991 | Sovjetska zveza | 5:3 | Kanada | Turku, Finska |

| Poročilo tekme      | Poročilo tekme | Poročilo tekme | Poročilo tekme | Poročilo tekme |
| ------------------- | -------------- | -------------- | -------------- | -------------- |
| Začetek: ni podatka |                |                |                |                |

| 25. april 1991 | Finska | 6:0 | Nemčija | Tampere, Finska |

| Poročilo tekme      | Poročilo tekme | Poročilo tekme | Poročilo tekme | Poročilo tekme |
| ------------------- | -------------- | -------------- | -------------- | -------------- |
| Začetek: ni podatka |                |                |                |                |

| 26. april 1991 | Kanada | 3:3 | Švedska | Turku, Finska |

| Poročilo tekme      | Poročilo tekme | Poročilo tekme | Poročilo tekme | Poročilo tekme |
| ------------------- | -------------- | -------------- | -------------- | -------------- |
| Začetek: ni podatka |                |                |                |                |

| 26. april 1991 | ZDA | 4:4 | Nemčija | Tampere, Finska |

| Poročilo tekme      | Poročilo tekme | Poročilo tekme | Poročilo tekme | Poročilo tekme |
| ------------------- | -------------- | -------------- | -------------- | -------------- |
| Začetek: ni podatka |                |                |                |                |

| 26. april 1991 | Sovjetska zveza | 6:2 | Češkoslovaška | Turku, Finska |

| Poročilo tekme      | Poročilo tekme | Poročilo tekme | Poročilo tekme | Poročilo tekme |
| ------------------- | -------------- | -------------- | -------------- | -------------- |
| Začetek: ni podatka |                |                |                |                |

| 26. april 1991 | Finska | 6:1 | Švica | Tampere, Finska |

| Poročilo tekme      | Poročilo tekme | Poročilo tekme | Poročilo tekme | Poročilo tekme |
| ------------------- | -------------- | -------------- | -------------- | -------------- |
| Začetek: ni podatka |                |                |                |                |

| 28. april 1991 | Finska | 1:2 | ZDA | Turku, Finska |

| Poročilo tekme      | Poročilo tekme | Poročilo tekme | Poročilo tekme | Poročilo tekme |
| ------------------- | -------------- | -------------- | -------------- | -------------- |
| Začetek: ni podatka |                |                |                |                |

| 28. april 1991 | Nemčija | 2:5 | Švica | Tampere, Finska |

| Poročilo tekme      | Poročilo tekme | Poročilo tekme | Poročilo tekme | Poročilo tekme |
| ------------------- | -------------- | -------------- | -------------- | -------------- |
| Začetek: ni podatka |                |                |                |                |

| 28. april 1991 | Sovjetska zveza | 5:5 | Švedska | Turku, Finska |

| Poročilo tekme      | Poročilo tekme | Poročilo tekme | Poročilo tekme | Poročilo tekme |
| ------------------- | -------------- | -------------- | -------------- | -------------- |
| Začetek: ni podatka |                |                |                |                |

| 28. april 1991 | Kanada | 3:4 | Češkoslovaška | Tampere, Finska |

| Poročilo tekme      | Poročilo tekme | Poročilo tekme | Poročilo tekme | Poročilo tekme |
| ------------------- | -------------- | -------------- | -------------- | -------------- |
| Začetek: ni podatka |                |                |                |                |

##### Lestvica
OT-odigrane tekme, z-zmage, n-neodločeni izidi, P-porazi, DG-doseženo goli, PG-prejeti goli, GR-gol razlika, T-točke.
| #  | Reprezentanca   | OT | Z | N | P | DG | PG | GR  | T  |
| -- | --------------- | -- | - | - | - | -- | -- | --- | -- |
| 1. | Sovjetska zveza | 7  | 6 | 1 | 0 | 41 | 16 | +25 | 13 |
| 2. | Švedska         | 7  | 3 | 4 | 0 | 30 | 21 | +9  | 10 |
| 3. | Kanada          | 7  | 4 | 1 | 2 | 24 | 20 | +4  | 9  |
| 4. | ZDA             | 7  | 3 | 2 | 2 | 23 | 28 | -5  | 8  |
| 5. | Finska          | 7  | 3 | 1 | 3 | 22 | 15 | +7  | 7  |
| 6. | Češkoslovaška   | 7  | 3 | 0 | 4 | 19 | 19 | 0   | 6  |
| 7. | Švica           | 7  | 1 | 0 | 6 | 13 | 26 | -13 | 2  |
| 8. | Nemčija         | 7  | 0 | 1 | 6 | 13 | 40 | -27 | 1  |

#### Boj za obstanek
| 29. april 1991 | Finska | 4:2 | Nemčija | Turku, Finska |

| Poročilo tekme      | Poročilo tekme | Poročilo tekme | Poročilo tekme | Poročilo tekme |
| ------------------- | -------------- | -------------- | -------------- | -------------- |
| Začetek: ni podatka |                |                |                |                |

| 29. april 1991 | Češkoslovaška | 3:4 | Švica | Turku, Finska |

| Poročilo tekme      | Poročilo tekme | Poročilo tekme | Poročilo tekme | Poročilo tekme |
| ------------------- | -------------- | -------------- | -------------- | -------------- |
| Začetek: ni podatka |                |                |                |                |

| 1. maj 1991 | Češkoslovaška | 4:1 | Nemčija | Turku, Finska |

| Poročilo tekme      | Poročilo tekme | Poročilo tekme | Poročilo tekme | Poročilo tekme |
| ------------------- | -------------- | -------------- | -------------- | -------------- |
| Začetek: ni podatka |                |                |                |                |

| 1. maj 1991 | Finska | 6:2 | Švica | Turku, Finska |

| Poročilo tekme      | Poročilo tekme | Poročilo tekme | Poročilo tekme | Poročilo tekme |
| ------------------- | -------------- | -------------- | -------------- | -------------- |
| Začetek: ni podatka |                |                |                |                |

| 3. maj 1991 | Finska | 3:2 | Češkoslovaška | Turku, Finska |

| Poročilo tekme      | Poročilo tekme | Poročilo tekme | Poročilo tekme | Poročilo tekme |
| ------------------- | -------------- | -------------- | -------------- | -------------- |
| Začetek: ni podatka |                |                |                |                |

| 3. maj 1991 | Nemčija | 3:3 | Švica | Turku, Finska |

| Poročilo tekme      | Poročilo tekme | Poročilo tekme | Poročilo tekme | Poročilo tekme |
| ------------------- | -------------- | -------------- | -------------- | -------------- |
| Začetek: ni podatka |                |                |                |                |

##### Lestvica
OT-odigrane tekme, z-zmage, n-neodločeni izidi, P-porazi, DG-doseženo goli, PG-prejeti goli, GR-gol razlika, T-točke.
| #  | Reprezentanca | OT | Z | N | P | DG | PG | GR  | T  |
| -- | ------------- | -- | - | - | - | -- | -- | --- | -- |
| 5. | Finska        | 10 | 6 | 1 | 3 | 35 | 21 | +14 | 13 |
| 6. | Češkoslovaška | 10 | 4 | 0 | 6 | 28 | 27 | +1  | 8  |
| 7. | Švica         | 10 | 2 | 1 | 7 | 22 | 38 | -16 | 5  |
| 8. | Nemčija       | 10 | 0 | 2 | 8 | 19 | 51 | -32 | 2  |

#### Boj za 1. do 4. mesto
| 30. april 1991 | Sovjetska zveza | 6:4 | ZDA | Turku, Finska |

| Poročilo tekme      | Poročilo tekme | Poročilo tekme | Poročilo tekme | Poročilo tekme |
| ------------------- | -------------- | -------------- | -------------- | -------------- |
| Začetek: ni podatka |                |                |                |                |

| 30. april 1991 | Švedska | 3:3 | Kanada | Turku, Finska |

| Poročilo tekme      | Poročilo tekme | Poročilo tekme | Poročilo tekme | Poročilo tekme |
| ------------------- | -------------- | -------------- | -------------- | -------------- |
| Začetek: ni podatka |                |                |                |                |

| 2. maj 1991 | Švedska | 8:4 | ZDA | Turku, Finska |

| Poročilo tekme      | Poročilo tekme | Poročilo tekme | Poročilo tekme | Poročilo tekme |
| ------------------- | -------------- | -------------- | -------------- | -------------- |
| Začetek: ni podatka |                |                |                |                |

| 2. maj 1991 | Sovjetska zveza | 3:3 | Kanada | Turku, Finska |

| Poročilo tekme      | Poročilo tekme | Poročilo tekme | Poročilo tekme | Poročilo tekme |
| ------------------- | -------------- | -------------- | -------------- | -------------- |
| Začetek: ni podatka |                |                |                |                |

| 4. maj 1991 | Kanada | 9:4 | ZDA | Turku, Finska |

| Poročilo tekme      | Poročilo tekme | Poročilo tekme | Poročilo tekme | Poročilo tekme |
| ------------------- | -------------- | -------------- | -------------- | -------------- |
| Začetek: ni podatka |                |                |                |                |

| 4. maj 1991 | Sovjetska zveza | 1:2 | Švedska | Turku, Finska |

| Poročilo tekme      | Poročilo tekme | Poročilo tekme | Poročilo tekme | Poročilo tekme |
| ------------------- | -------------- | -------------- | -------------- | -------------- |
| Začetek: ni podatka |                |                |                |                |

##### Lestvica
OT-odigrane tekme, z-zmage, n-neodločeni izidi, P-porazi, DG-doseženo goli, PG-prejeti goli, GR-gol razlika, T-točke.
| #  | Reprezentanca   | OT | Z | N | P | DG | PG | GR | T |
| -- | --------------- | -- | - | - | - | -- | -- | -- | - |
| 1. | Švedska         | 3  | 2 | 1 | 0 | 13 | 8  | +5 | 5 |
| 2. | Kanada          | 3  | 1 | 2 | 0 | 15 | 10 | +5 | 4 |
| 3. | Sovjetska zveza | 3  | 1 | 1 | 1 | 10 | 9  | +1 | 3 |
| 4. | ZDA             | 3  | 1 | 1 | 1 | 10 | 9  | +1 | 0 |

### SP Skupine B
| 28. marec 1991 | Avstrija | 2:2 | Japonska | Ledena dvorana Bled, Bled |

| Poročilo tekme      | Poročilo tekme | Poročilo tekme | Poročilo tekme | Poročilo tekme |
| ------------------- | -------------- | -------------- | -------------- | -------------- |
| Začetek: ni podatka |                |                |                |                |

| 28. marec 1991 | Poljska | 2:4 | Francija | Hala Tivoli, Ljubljana |

| Poročilo tekme      | Poročilo tekme | Poročilo tekme | Poročilo tekme | Poročilo tekme |
| ------------------- | -------------- | -------------- | -------------- | -------------- |
| Začetek: ni podatka |                |                |                |                |

| 28. marec 1991 | Italija | 13:0 | Nizozemska | Dvorana Podmežakla, Jesenice |

| Poročilo tekme      | Poročilo tekme | Poročilo tekme | Poročilo tekme | Poročilo tekme |
| ------------------- | -------------- | -------------- | -------------- | -------------- |
| Začetek: ni podatka |                |                |                |                |

| 28. marec 1991 | Jugoslavija | 1:5 | Norveška | Hala Tivoli, Ljubljana |

| Poročilo tekme      | Poročilo tekme | Poročilo tekme | Poročilo tekme | Poročilo tekme |
| ------------------- | -------------- | -------------- | -------------- | -------------- |
| Začetek: ni podatka |                |                |                |                |

| 29. marec 1991 | Poljska | 2:1 | Avstrija | Hala Tivoli, Ljubljana |

| Poročilo tekme      | Poročilo tekme | Poročilo tekme | Poročilo tekme | Poročilo tekme |
| ------------------- | -------------- | -------------- | -------------- | -------------- |
| Začetek: ni podatka |                |                |                |                |

| 29. marec 1991 | Norveška | 4:0 | Nizozemska | Ledena dvorana Bled, Bled |

| Poročilo tekme      | Poročilo tekme | Poročilo tekme | Poročilo tekme | Poročilo tekme |
| ------------------- | -------------- | -------------- | -------------- | -------------- |
| Začetek: ni podatka |                |                |                |                |

| 29. marec 1991 | Jugoslavija | 2:4 | Francija | Dvorana Podmežakla, Jesenice |

| Poročilo tekme      | Poročilo tekme | Poročilo tekme | Poročilo tekme | Poročilo tekme |
| ------------------- | -------------- | -------------- | -------------- | -------------- |
| Začetek: ni podatka |                |                |                |                |

| 29. marec 1991 | Italija | 7:2 | Japonska | Hala Tivoli, Ljubljana |

| Poročilo tekme      | Poročilo tekme | Poročilo tekme | Poročilo tekme | Poročilo tekme |
| ------------------- | -------------- | -------------- | -------------- | -------------- |
| Začetek: ni podatka |                |                |                |                |

| 31. marec 1991 | Francija | 9:1 | Nizozemska | Hala Tivoli, Ljubljana |

| Poročilo tekme      | Poročilo tekme | Poročilo tekme | Poročilo tekme | Poročilo tekme |
| ------------------- | -------------- | -------------- | -------------- | -------------- |
| Začetek: ni podatka |                |                |                |                |

| 31. marec 1991 | Italija | 2:1 | Poljska | Ledena dvorana Bled, Bled |

| Poročilo tekme      | Poročilo tekme | Poročilo tekme | Poročilo tekme | Poročilo tekme |
| ------------------- | -------------- | -------------- | -------------- | -------------- |
| Začetek: ni podatka |                |                |                |                |

| 31. marec 1991 | Jugoslavija | 1:6 | Avstrija | Hala Tivoli, Ljubljana |

| Poročilo tekme      | Poročilo tekme | Poročilo tekme | Poročilo tekme | Poročilo tekme |
| ------------------- | -------------- | -------------- | -------------- | -------------- |
| Začetek: ni podatka |                |                |                |                |

| 31. marec 1991 | Norveška | 6:1 | Japonska | Dvorana Podmežakla, Jesenice |

| Poročilo tekme      | Poročilo tekme | Poročilo tekme | Poročilo tekme | Poročilo tekme |
| ------------------- | -------------- | -------------- | -------------- | -------------- |
| Začetek: ni podatka |                |                |                |                |

| 1. april 1991 | Avstrija | 6:4 | Nizozemska | Hala Tivoli, Ljubljana |

| Poročilo tekme      | Poročilo tekme | Poročilo tekme | Poročilo tekme | Poročilo tekme |
| ------------------- | -------------- | -------------- | -------------- | -------------- |
| Začetek: ni podatka |                |                |                |                |

| 1. april 1991 | Jugoslavija | 3:13 | Italija | Hala Tivoli, Ljubljana |

| Poročilo tekme      | Poročilo tekme | Poročilo tekme | Poročilo tekme | Poročilo tekme |
| ------------------- | -------------- | -------------- | -------------- | -------------- |
| Začetek: ni podatka |                |                |                |                |

| 2. april 1991 | Francija | 5:3 | Japonska | Hala Tivoli, Ljubljana |

| Poročilo tekme      | Poročilo tekme | Poročilo tekme | Poročilo tekme | Poročilo tekme |
| ------------------- | -------------- | -------------- | -------------- | -------------- |
| Začetek: ni podatka |                |                |                |                |

| 2. april 1991 | Poljska | 2:4 | Norveška | Hala Tivoli, Ljubljana |

| Poročilo tekme      | Poročilo tekme | Poročilo tekme | Poročilo tekme | Poročilo tekme |
| ------------------- | -------------- | -------------- | -------------- | -------------- |
| Začetek: ni podatka |                |                |                |                |

| 3. april 1991 | Italija | 5:1 | Avstrija | Hala Tivoli, Ljubljana |

| Poročilo tekme      | Poročilo tekme | Poročilo tekme | Poročilo tekme | Poročilo tekme |
| ------------------- | -------------- | -------------- | -------------- | -------------- |
| Začetek: ni podatka |                |                |                |                |

| 3. april 1991 | Jugoslavija | 3:6 | Poljska | Hala Tivoli, Ljubljana |

| Poročilo tekme      | Poročilo tekme | Poročilo tekme | Poročilo tekme | Poročilo tekme |
| ------------------- | -------------- | -------------- | -------------- | -------------- |
| Začetek: ni podatka |                |                |                |                |

| 4. april 1991 | Japonska | 1:2 | Nizozemska | Hala Tivoli, Ljubljana |

| Poročilo tekme      | Poročilo tekme | Poročilo tekme | Poročilo tekme | Poročilo tekme |
| ------------------- | -------------- | -------------- | -------------- | -------------- |
| Začetek: ni podatka |                |                |                |                |

| 4. april 1991 | Norveška | 3:2 | Francija | Hala Tivoli, Ljubljana |

| Poročilo tekme      | Poročilo tekme | Poročilo tekme | Poročilo tekme | Poročilo tekme |
| ------------------- | -------------- | -------------- | -------------- | -------------- |
| Začetek: ni podatka |                |                |                |                |

| 5. april 1991 | Jugoslavija | 5:1 | Japonska | Hala Tivoli, Ljubljana |

| Poročilo tekme      | Poročilo tekme | Poročilo tekme | Poročilo tekme | Poročilo tekme |
| ------------------- | -------------- | -------------- | -------------- | -------------- |
| Začetek: ni podatka |                |                |                |                |

| 5. april 1991 | Italija | 5:1 | Francija | Hala Tivoli, Ljubljana |

| Poročilo tekme      | Poročilo tekme | Poročilo tekme | Poročilo tekme | Poročilo tekme |
| ------------------- | -------------- | -------------- | -------------- | -------------- |
| Začetek: ni podatka |                |                |                |                |

| 6. april 1991 | Poljska | 4:1 | Nizozemska | Hala Tivoli, Ljubljana |

| Poročilo tekme      | Poročilo tekme | Poročilo tekme | Poročilo tekme | Poročilo tekme |
| ------------------- | -------------- | -------------- | -------------- | -------------- |
| Začetek: ni podatka |                |                |                |                |

| 6. april 1991 | Norveška | 1:3 | Avstrija | Hala Tivoli, Ljubljana |

| Poročilo tekme      | Poročilo tekme | Poročilo tekme | Poročilo tekme | Poročilo tekme |
| ------------------- | -------------- | -------------- | -------------- | -------------- |
| Začetek: ni podatka |                |                |                |                |

| 7. april 1991 | Italija | 4:3 | Norveška | Hala Tivoli, Ljubljana |

| Poročilo tekme      | Poročilo tekme | Poročilo tekme | Poročilo tekme | Poročilo tekme |
| ------------------- | -------------- | -------------- | -------------- | -------------- |
| Začetek: ni podatka |                |                |                |                |

| 7. april 1991 | Jugoslavija | 3:1 | Nizozemska | Hala Tivoli, Ljubljana |

| Poročilo tekme      | Poročilo tekme | Poročilo tekme | Poročilo tekme | Poročilo tekme |
| ------------------- | -------------- | -------------- | -------------- | -------------- |
| Začetek: ni podatka |                |                |                |                |

| 7. april 1991 | Poljska | 7:0 | Japonska | Ledena dvorana Bled, Bled |

| Poročilo tekme      | Poročilo tekme | Poročilo tekme | Poročilo tekme | Poročilo tekme |
| ------------------- | -------------- | -------------- | -------------- | -------------- |
| Začetek: ni podatka |                |                |                |                |

| 7. april 1991 | Francija | 3:2 | Avstrija | Dvorana Podmežakla, Jesenice |

| Poročilo tekme      | Poročilo tekme | Poročilo tekme | Poročilo tekme | Poročilo tekme |
| ------------------- | -------------- | -------------- | -------------- | -------------- |
| Začetek: ni podatka |                |                |                |                |

#### Lestvica
OT-odigrane tekme, z-zmage, n-neodločeni izidi, P-porazi, DG-doseženo goli, PG-prejeti goli, GR-gol razlika, T-točke.
| #  | Reprezentanca | OT | Z | N | P | DG | PG | GR  | T  |
| -- | ------------- | -- | - | - | - | -- | -- | --- | -- |
| 9  | Italija       | 7  | 7 | 0 | 0 | 49 | 10 | +39 | 14 |
| 10 | Norveška      | 7  | 5 | 2 | 0 | 26 | 13 | +13 | 10 |
| 11 | Francija      | 7  | 5 | 2 | 0 | 28 | 18 | +10 | 10 |
| 12 | Poljska       | 7  | 4 | 3 | 0 | 25 | 15 | +10 | 8  |
| 13 | Avstrija      | 7  | 3 | 3 | 1 | 21 | 18 | +3  | 7  |
| 14 | Jugoslavija   | 7  | 2 | 5 | 0 | 18 | 36 | -18 | 4  |
| 15 | Nizozemska    | 7  | 1 | 6 | 0 | 9  | 40 | -31 | 2  |
| 16 | Japonska      | 7  | 0 | 6 | 1 | 9  | 35 | -26 | 1  |

- Italijanska, norveška, francoska in poljska reprezentanca so se uvrstile v skupino A.

### SP Skupine C
| 23. marec 1991 | Madžarska | 11:1 | Belgija | København, Danska |

| Poročilo tekme      | Poročilo tekme | Poročilo tekme | Poročilo tekme | Poročilo tekme |
| ------------------- | -------------- | -------------- | -------------- | -------------- |
| Začetek: ni podatka |                |                |                |                |

| 23. marec 1991 | Danska | 15:1 | Južna Koreja | København, Danska |

| Poročilo tekme      | Poročilo tekme | Poročilo tekme | Poročilo tekme | Poročilo tekme |
| ------------------- | -------------- | -------------- | -------------- | -------------- |
| Začetek: ni podatka |                |                |                |                |

| 23. marec 1991 | Kitajska | 6:5 | Združeno kraljestvo | København, Danska |

| Poročilo tekme      | Poročilo tekme | Poročilo tekme | Poročilo tekme | Poročilo tekme |
| ------------------- | -------------- | -------------- | -------------- | -------------- |
| Začetek: ni podatka |                |                |                |                |

| 24. marec 1991 | Romunija | 14:0 | Belgija | København, Danska |

| Poročilo tekme      | Poročilo tekme | Poročilo tekme | Poročilo tekme | Poročilo tekme |
| ------------------- | -------------- | -------------- | -------------- | -------------- |
| Začetek: ni podatka |                |                |                |                |

| 24. marec 1991 | Severna Koreja | 2:7 | Združeno kraljestvo | København, Danska |

| Poročilo tekme      | Poročilo tekme | Poročilo tekme | Poročilo tekme | Poročilo tekme |
| ------------------- | -------------- | -------------- | -------------- | -------------- |
| Začetek: ni podatka |                |                |                |                |

| 24. marec 1991 | Kitajska | 4:3 | Bolgarija | København, Danska |

| Poročilo tekme      | Poročilo tekme | Poročilo tekme | Poročilo tekme | Poročilo tekme |
| ------------------- | -------------- | -------------- | -------------- | -------------- |
| Začetek: ni podatka |                |                |                |                |

| 25. marec 1991 | Madžarska | 9:4 | Južna Koreja | København, Danska |

| Poročilo tekme      | Poročilo tekme | Poročilo tekme | Poročilo tekme | Poročilo tekme |
| ------------------- | -------------- | -------------- | -------------- | -------------- |
| Začetek: ni podatka |                |                |                |                |

| 25. marec 1991 | Romunija | 7:2 | Severna Koreja | København, Danska |

| Poročilo tekme      | Poročilo tekme | Poročilo tekme | Poročilo tekme | Poročilo tekme |
| ------------------- | -------------- | -------------- | -------------- | -------------- |
| Začetek: ni podatka |                |                |                |                |

| 25. marec 1991 | Danska | 7:3 | Bolgarija | København, Danska |

| Poročilo tekme      | Poročilo tekme | Poročilo tekme | Poročilo tekme | Poročilo tekme |
| ------------------- | -------------- | -------------- | -------------- | -------------- |
| Začetek: ni podatka |                |                |                |                |

| 26. marec 1991 | Južna Koreja | 7:2 | Belgija | København, Danska |

| Poročilo tekme      | Poročilo tekme | Poročilo tekme | Poročilo tekme | Poročilo tekme |
| ------------------- | -------------- | -------------- | -------------- | -------------- |
| Začetek: ni podatka |                |                |                |                |

| 26. marec 1991 | Kitajska | 4:3 | Madžarska | København, Danska |

| Poročilo tekme      | Poročilo tekme | Poročilo tekme | Poročilo tekme | Poročilo tekme |
| ------------------- | -------------- | -------------- | -------------- | -------------- |
| Začetek: ni podatka |                |                |                |                |

| 26. marec 1991 | Danska | 3:2 | Združeno kraljestvo | København, Danska |

| Poročilo tekme      | Poročilo tekme | Poročilo tekme | Poročilo tekme | Poročilo tekme |
| ------------------- | -------------- | -------------- | -------------- | -------------- |
| Začetek: ni podatka |                |                |                |                |

| 27. marec 1991 | Romunija | 3:1 | Bolgarija | København, Danska |

| Poročilo tekme      | Poročilo tekme | Poročilo tekme | Poročilo tekme | Poročilo tekme |
| ------------------- | -------------- | -------------- | -------------- | -------------- |
| Začetek: ni podatka |                |                |                |                |

| 27. marec 1991 | Belgija | 0:11 | Združeno kraljestvo | København, Danska |

| Poročilo tekme      | Poročilo tekme | Poročilo tekme | Poročilo tekme | Poročilo tekme |
| ------------------- | -------------- | -------------- | -------------- | -------------- |
| Začetek: ni podatka |                |                |                |                |

| 27. marec 1991 | Kitajska | 3:2 | Severna Koreja | København, Danska |

| Poročilo tekme      | Poročilo tekme | Poročilo tekme | Poročilo tekme | Poročilo tekme |
| ------------------- | -------------- | -------------- | -------------- | -------------- |
| Začetek: ni podatka |                |                |                |                |

| 28. marec 1991 | Danska | 11:1 | Severna Koreja | København, Danska |

| Poročilo tekme      | Poročilo tekme | Poročilo tekme | Poročilo tekme | Poročilo tekme |
| ------------------- | -------------- | -------------- | -------------- | -------------- |
| Začetek: ni podatka |                |                |                |                |

| 28. marec 1991 | Madžarska | 3:4 | Bolgarija | København, Danska |

| Poročilo tekme      | Poročilo tekme | Poročilo tekme | Poročilo tekme | Poročilo tekme |
| ------------------- | -------------- | -------------- | -------------- | -------------- |
| Začetek: ni podatka |                |                |                |                |

| 28. marec 1991 | Romunija | 11:3 | Južna Koreja | København, Danska |

| Poročilo tekme      | Poročilo tekme | Poročilo tekme | Poročilo tekme | Poročilo tekme |
| ------------------- | -------------- | -------------- | -------------- | -------------- |
| Začetek: ni podatka |                |                |                |                |

| 29. marec 1991 | Danska | 17:1 | Belgija | København, Danska |

| Poročilo tekme      | Poročilo tekme | Poročilo tekme | Poročilo tekme | Poročilo tekme |
| ------------------- | -------------- | -------------- | -------------- | -------------- |
| Začetek: ni podatka |                |                |                |                |

| 29. marec 1991 | Madžarska | 3:3 | Združeno kraljestvo | København, Danska |

| Poročilo tekme      | Poročilo tekme | Poročilo tekme | Poročilo tekme | Poročilo tekme |
| ------------------- | -------------- | -------------- | -------------- | -------------- |
| Začetek: ni podatka |                |                |                |                |

| 29. marec 1991 | Kitajska | 9:1 | Južna Koreja | København, Danska |

| Poročilo tekme      | Poročilo tekme | Poročilo tekme | Poročilo tekme | Poročilo tekme |
| ------------------- | -------------- | -------------- | -------------- | -------------- |
| Začetek: ni podatka |                |                |                |                |

| 30. marec 1991 | Severna Koreja | 12:0 | Belgija | København, Danska |

| Poročilo tekme      | Poročilo tekme | Poročilo tekme | Poročilo tekme | Poročilo tekme |
| ------------------- | -------------- | -------------- | -------------- | -------------- |
| Začetek: ni podatka |                |                |                |                |

| 30. marec 1991 | Bolgarija | 5:4 | Združeno kraljestvo | København, Danska |

| Poročilo tekme      | Poročilo tekme | Poročilo tekme | Poročilo tekme | Poročilo tekme |
| ------------------- | -------------- | -------------- | -------------- | -------------- |
| Začetek: ni podatka |                |                |                |                |

| 30. marec 1991 | Kitajska | 1:3 | Romunija | København, Danska |

| Poročilo tekme      | Poročilo tekme | Poročilo tekme | Poročilo tekme | Poročilo tekme |
| ------------------- | -------------- | -------------- | -------------- | -------------- |
| Začetek: ni podatka |                |                |                |                |

| 31. marec 1991 | Danska | 8:2 | Romunija | København, Danska |

| Poročilo tekme      | Poročilo tekme | Poročilo tekme | Poročilo tekme | Poročilo tekme |
| ------------------- | -------------- | -------------- | -------------- | -------------- |
| Začetek: ni podatka |                |                |                |                |

| 31. marec 1991 | Bolgarija | 4:2 | Južna Koreja | København, Danska |

| Poročilo tekme      | Poročilo tekme | Poročilo tekme | Poročilo tekme | Poročilo tekme |
| ------------------- | -------------- | -------------- | -------------- | -------------- |
| Začetek: ni podatka |                |                |                |                |

| 31. marec 1991 | Madžarska | 6:2 | Severna Koreja | København, Danska |

| Poročilo tekme      | Poročilo tekme | Poročilo tekme | Poročilo tekme | Poročilo tekme |
| ------------------- | -------------- | -------------- | -------------- | -------------- |
| Začetek: ni podatka |                |                |                |                |

| 1. april 1991 | Danska | 8:1 | Madžarska | København, Danska |

| Poročilo tekme      | Poročilo tekme | Poročilo tekme | Poročilo tekme | Poročilo tekme |
| ------------------- | -------------- | -------------- | -------------- | -------------- |
| Začetek: ni podatka |                |                |                |                |

| 1. april 1991 | Južna Koreja | 1:7 | Združeno kraljestvo | København, Danska |

| Poročilo tekme      | Poročilo tekme | Poročilo tekme | Poročilo tekme | Poročilo tekme |
| ------------------- | -------------- | -------------- | -------------- | -------------- |
| Začetek: ni podatka |                |                |                |                |

| 1. april 1991 | Kitajska | 15:5 | Belgija | København, Danska |

| Poročilo tekme      | Poročilo tekme | Poročilo tekme | Poročilo tekme | Poročilo tekme |
| ------------------- | -------------- | -------------- | -------------- | -------------- |
| Začetek: ni podatka |                |                |                |                |

| 2. april 1991 | Romunija | 5:6 | ' Združeno kraljestvo | København, Danska |

| Poročilo tekme      | Poročilo tekme | Poročilo tekme | Poročilo tekme | Poročilo tekme |
| ------------------- | -------------- | -------------- | -------------- | -------------- |
| Začetek: ni podatka |                |                |                |                |

| 2. april 1991 | Severna Koreja | 1:1 | Bolgarija | København, Danska |

| Poročilo tekme      | Poročilo tekme | Poročilo tekme | Poročilo tekme | Poročilo tekme |
| ------------------- | -------------- | -------------- | -------------- | -------------- |
| Začetek: ni podatka |                |                |                |                |

| 3. april 1991 | Romunija | 6:1 | Madžarska | København, Danska |

| Poročilo tekme      | Poročilo tekme | Poročilo tekme | Poročilo tekme | Poročilo tekme |
| ------------------- | -------------- | -------------- | -------------- | -------------- |
| Začetek: ni podatka |                |                |                |                |

| 3. april 1991 | Bolgarija | 14:2 | Belgija | København, Danska |

| Poročilo tekme      | Poročilo tekme | Poročilo tekme | Poročilo tekme | Poročilo tekme |
| ------------------- | -------------- | -------------- | -------------- | -------------- |
| Začetek: ni podatka |                |                |                |                |

| 3. april 1991 | Severna Koreja | 7:0 | Južna Koreja | København, Danska |

| Poročilo tekme      | Poročilo tekme | Poročilo tekme | Poročilo tekme | Poročilo tekme |
| ------------------- | -------------- | -------------- | -------------- | -------------- |
| Začetek: ni podatka |                |                |                |                |

| 3. april 1991 | Danska | 2:2 | Kitajska | København, Danska |

| Poročilo tekme      | Poročilo tekme | Poročilo tekme | Poročilo tekme | Poročilo tekme |
| ------------------- | -------------- | -------------- | -------------- | -------------- |
| Začetek: ni podatka |                |                |                |                |

#### Lestvica
OT-odigrane tekme, z-zmage, n-neodločeni izidi, P-porazi, DG-doseženo goli, PG-prejeti goli, GR-gol razlika, T-točke.
| #  | Reprezentanca       | OT | Z | N | P | DG | PG  | GR  | T  |
| -- | ------------------- | -- | - | - | - | -- | --- | --- | -- |
| 17 | Danska              | 8  | 7 | 0 | 1 | 71 | 13  | +58 | 15 |
| 18 | Kitajska            | 8  | 6 | 1 | 1 | 44 | 24  | +20 | 13 |
| 19 | Romunija            | 8  | 6 | 2 | 0 | 51 | 22  | +29 | 6  |
| 20 | Bolgarija           | 8  | 4 | 3 | 1 | 35 | 26  | +9  | 9  |
| 21 | Združeno kraljestvo | 8  | 4 | 3 | 1 | 45 | 25  | +20 | 9  |
| 22 | Madžarska           | 8  | 3 | 4 | 1 | 37 | 32  | +5  | 7  |
| 23 | Severna Koreja      | 8  | 2 | 5 | 1 | 29 | 35  | -6  | 5  |
| 24 | Južna Koreja        | 8  | 1 | 7 | 0 | 19 | 64  | -45 | 2  |
| 25 | Belgija             | 8  | 0 | 8 | 0 | 11 | 101 | -90 | 0  |

- Danska, kitajska, romunska in bolgarska reprezentanca so se uvrstile v skupino B.

## Končni vrstni red
1. Švedska
2. Kanada
3. Sovjetska zveza
4. ZDA
5. Finska
6. Češkoslovaška
7. Švica
8. Nemčija
9. Italija
10. Norveška
11. Francija
12. Poljska
13. Avstrija
14. Jugoslavija
15. Nizozemska
16. Japonska
17. Danska
18. Kitajska
19. Romunija
20. Bolgarija
21. Združeno kraljestvo
22. Madžarska
23. Severna Koreja
24. Južna Koreja
25. Belgija